# آناهايم
آناهايم هي مدينة في مقاطعة أورانج تقع على بعد 28 ميل جنوب شرق مدينة لوس أنجلوس. يوجد بها جالية عربية كبيرة.
أحد أهم معالمها ديزني لاند.

## المناخ
يظهر الجدول التالي التغييرات المناخية على مدار السنة لآناهايم:
| البيانات المناخية لـآناهايم       | البيانات المناخية لـآناهايم | البيانات المناخية لـآناهايم | البيانات المناخية لـآناهايم | البيانات المناخية لـآناهايم | البيانات المناخية لـآناهايم | البيانات المناخية لـآناهايم | البيانات المناخية لـآناهايم | البيانات المناخية لـآناهايم | البيانات المناخية لـآناهايم | البيانات المناخية لـآناهايم | البيانات المناخية لـآناهايم | البيانات المناخية لـآناهايم | البيانات المناخية لـآناهايم |
| الشهر                             | يناير                       | فبراير                      | مارس                        | أبريل                       | مايو                        | يونيو                       | يوليو                       | أغسطس                       | سبتمبر                      | أكتوبر                      | نوفمبر                      | ديسمبر                      | المعدل السنوي               |
| --------------------------------- | --------------------------- | --------------------------- | --------------------------- | --------------------------- | --------------------------- | --------------------------- | --------------------------- | --------------------------- | --------------------------- | --------------------------- | --------------------------- | --------------------------- | --------------------------- |
| متوسط درجة الحرارة الكبرى °ف (°م) | 69.7 (20.9)                 | 70.3 (21.3)                 | 72.2 (22.3)                 | 74.6 (23.7)                 | 77.1 (25.1)                 | 80.2 (26.8)                 | 85.2 (29.6)                 | 87.3 (30.7)                 | 85.8 (29.9)                 | 81.3 (27.4)                 | 73.0 (22.8)                 | 69.3 (20.7)                 | 77.2 (25.1)                 |
| متوسط درجة الحرارة الصغرى °ف (°م) | 47.3 (8.5)                  | 48.4 (9.1)                  | 50.4 (10.2)                 | 52.9 (11.6)                 | 57.3 (14.1)                 | 60.6 (15.9)                 | 64.6 (18.1)                 | 64.4 (18.0)                 | 62.2 (16.8)                 | 57.8 (14.3)                 | 50.2 (10.1)                 | 46.7 (8.2)                  | 55.2 (12.9)                 |
| الهطول إنش (مم)                   | 3.39 (86)                   | 3.34 (85)                   | 2.07 (53)                   | 0.82 (21)                   | 0.35 (8.9)                  | 0.16 (4.1)                  | 0.03 (0.76)                 | 0.00 (0.00)                 | 0.09 (2.3)                  | 0.66 (17)                   | 1.09 (28)                   | 2.26 (57)                   | 14.26 (362)                 |
| المصدر:                           |                             |                             |                             |                             |                             |                             |                             |                             |                             |                             |                             |                             |                             |

## توأمة
لآناهايم اتفاقيات توأمة مع كل من:
- ميتو
- فيتوريا-غاستيز

## أعلام
- بريان غريغوري
- ميلو فينتميليا
- مون بلودجود
- جيف بوكلي
- ليو فيندر
- رودجر وارد
- جون سبينس
- دوني مور
- ديكون جونز
- أوستن باتلر
- جون ميلز هيوستن